# New Hope (Minnesota)
New Hope è un comune degli Stati Uniti d'America situato nella contea di Hennepin, nello Stato del Minnesota. È un sobborgo di Minneapolis e la sua popolazione è di 20.873 abitanti al censimento del 2000.

## Storia
New Hope era originariamente una comunità agricola della Crystal Lake Township. Nel 1936 è stata riconosciuta la città di Crystal e sotto la sua amministrazione entrarono a far parte tutti gli abitanti della Crystal Lake Township. Gli agricoltori della parte occidentale allora formarono la New Hope Township. Nel 1953 il centro urbano di New Hope è stato riconosciuto come borough.

## Geografia fisica
Secondo lo United States Census Bureau, la città ha un'area totale di 13,6 km². New Hope si trova a 19 chilometri a nord-ovest del centro di Minneapolis.
L'attraversa la US Route 169 che ne è così una delle principali arterie della città.

## Società

### Evoluzione demografica
Nel censimento del 2000, vi erano 20.873 abitanti, 8.665 famiglie, 5.268 delle quali residenti nella città. La densità di popolazione è di 1.583,3 abitanti per chilometro quadrato. La composizione razziale del comune vedeva la presenza di 86,66% di bianchi, 5,78% di afroamericani, 0,46% di nativi americani, 3,21% asiatici, 0,04% delle isole del Pacifico, 1,74% di altre razze, e 2,11% di due o più razze. 
C'erano 8.665 nuclei familiari, di cui 27,2% con bambini al di sotto dei 18 anni di età che vivono con loro, 47,2% di coppie sposate che vivono insieme, il 10,4% di donne in un nucleo familiare senza marito presente e il 39,2% erano non-famiglie. Il 32,3 di tutte le famiglie erano costituite da singoli individui e il 12,5% sono persone che vivono sole ed hanno 65 anni di età o più. Per ogni 100 femmine c'erano 86,6 maschi. Per ogni 100 femmine aventi 18 o più anni, c'erano 83,4 maschi.
Il reddito pro capite è di 23562 $.